# Fuerza Loretana
El Movimiento Independiente Fuerza Loretana o simplemente Fuerza Loretana es un movimiento político regional peruano, del departamento de Loreto. 

## Historia
Fue fundado en 1992 en la ciudad de Iquitos en la Provincia de Maynas, por Yván Vásquez Valera. Llegando a participar con éxito en las elecciones municipales de Maynas de 1998 donde Vásquez resultó elegido. 
En 2002, Yván Vásquez decide participar como candidato a  Gobernador Regional de Loreto, en las elecciones regionales del mismo año, sin embargo, no resultó elegido. 
En 2006, con miras a las elecciones generales, el movimiento formaría una alianza con el partido Fuerza Democrática, en cual Yván Vásquez participa en la plancha presidencial de Alberto Borea Odría como segundo vicepresidente, obteniendo el 0.2% de  votos.
Ese mismo año Vásquez participa por segunda vez como candidato a la Gobernador Regional de Loreto en las elecciones regionales del 2006, donde resultó elegido con el 40.977% de los votos. En 2010 participó para la reelección en las elecciones del 2010 donde resultó reelecto. En 2014 participó nuevamente a la reelección para un tercer mandato, sin embargo, no resultó reelecto. 
En 2016, el movimiento formaría parte de la Alianza Popular liderada por el Partido Aprista Peruano, Partido Popular Cristiano y Vamos Perú, donde Vásquez participa como congresista en representación a Loreto en las elecciones generales del 2016, sin embargo no resultó elegido.
En 2022, el partido participa solo en las elecciones municipales provinciales y distritales del 2022, sin embargo ninguna tuvo éxito, llevándolo a perder su inscripción. Actualmente el movimiento se encuentra en proceso de reinscripción. 

## Resultados electorales

### Elecciones regionales
|  | 30.76 % |

|  | 40.98 % |

|  | 31.57 % |

|  | 28.05 % |

### Consejeros regionales
|  | 29.84 % |

|  | 26.27 % |

### Elecciones municipales
| Año  | Alcaldías Provinciales              | Alcaldías Distritales               |
| Año  | Representantes                      | Representantes                      |
| ---- | ----------------------------------- | ----------------------------------- |
| 1998 | 1/8                                 | 2/53                                |
| 2002 | 0/8                                 | 4/53                                |
| 2006 | 2/8                                 | 10/53                               |
| 2010 | 2/8                                 | 20/53                               |
| 2014 | 3/8                                 | 13/53                               |
| 2018 | No participaron en estas elecciones | No participaron en estas elecciones |
| 2022 | 0/8                                 | 0/53                                |